# 사이안화 칼슘
사이안화 칼슘(영어: calcium cyanide)은 화학식이 Ca(CN) 2인 무기 화합물이며, 영어로는 흑색 사이안화물(영어: black cyanide)라고도 알려져 있다. 평상시에는 백색 가루나 결정, 혹은 농회색의 가루 형태로 존재하는 사이안화수소의 칼슘염으로, 사이안화물의 특징인 씁쓸한 아몬드향(영어: bitter almond/amara)이 난다. 습도가 높은 공기 중에서도 가능할 정도로 쉽게 사이안화수소로 가수분해된다. 많은 사이안화물과 마찬가지로 매우 유독하고, 특히 개방창(開放創), 섭취, 흡입 등의 경피섭취를 통해 쉽게 중독된다.

## 제법
사이안화칼슘은 가루 산화칼슘을 끓고 있는 무수 사이안화 수소산(청산)을 중합체화를 통한 사이안화 수소산 손실을 최소화하기 위한 암모니아나 물 같은 가속제와 함께 반응시켜서 얻을 수 있다. 또한, 액체 상태의 사이안화 수소산을 탄화칼슘과 반응시켜서 얻는 방법과 기체 상태의 사이안화 수소산을 400°C 부근의 고온에서 생석회(CaO)와 반응시키는 방법도 있다. 후자의 경우 600°C 부근에서 반응을 진행시킬 경우 Calcium Cyanimide가 대신 생성된다.

## 위험성
사이안화칼슘은 가연성이 없지만 가수분해할 때 발생하는 사이안화 수소산 기체는 가연성이 매우 크다. 또한, 불로써 분해될 때 유독성 기체들이 발생한다. 사이안화칼슘 자체도 매우 유독하며, 개방창(開放創), 섭취, 흡입 등의 경피섭취를 통해 쉽게 중독된다. 사이안화칼슘을 섭취하거나 흡입하면 두통, 메스꺼움, 구토, 약화 등의 증상이 발생하며 그 양이 늘어갈수록 치명적인데 이는 사이안화칼슘이 시토크롬c 산화효소를 억제해 호흡을 멈추기 때문이다. 이러한 위험성 때문에 토양이나 공기 중의 사이안화칼슘 함량은 국제적으로 규제하고 있다.

## 반응성
사이안화칼슘은 빠른 속도로 가수분해해 사이안화 수소산 기체를 발생시키며, 산(酸)이 있을 경우 기체 발생이 더욱 빨라진다. 산화제와도 빠르게 반응하며, 사이안화암모늄과 반응시켜 탄산암모늄을 만드는 데 이용되기도 한다.
Ca(CN) 2 + (NH 4) 2 SO 4 → 2NH 4 CN + CaSO 4.
반면 이소사이안산 에스테르, 질화물, 과산화물과는 반응하지 않는다.

## 용도
사이안화칼슘은 사이안화물을 얻기 위한 화합물로서 금이나 은 등의 귀금속을 땅에서 얻기 위한 다양한 침출 등의 광업 기법에 사용되는데, 이를 위해 금속과 결합해 배위 착염을 만듦으로써 금속을 광석과 분리한다. 이 작업을 위한 사이안화칼슘은 고체 플레이크 형태나 액체 상태로 이용된다. 접촉, 섭취, 흡입하면 매우 유독하다는 점 때문에 사이안화칼슘은 살서제로서도 유용하여 인도갈기산미치광이(Hystrix indica, 산미치광이 참조)의 통제에도 이용되었다. 비슷하게 살충제로 이용되기도 하는데, 유독성이 너무 강하기에 덜 해로운 화합물로 자주 대체된다. 또한 사이안화수소, 사이안화암모늄, 그리고 페로시안 화합물을 만드는 데에도 이용된다.